# Wahlen im Kanton St. Gallen 2012
Bei den Wahlen im Kanton St. Gallen 2012 wurden die 120 Sitze im Kantonsrat sowie die sieben Sitze in der Kantonsregierung am 11. März 2012 neu gewählt. Aus der Kantonsratswahl gingen die Sozialdemokraten und die Grünliberalen als Sieger heraus, die je vier Sitze dazugewannen, Verluste mussten die Schweizerische Volkspartei (minus sechs Sitze) und die Christdemokraten (minus vier Sitze) verzeichnen. Bei den Regierungsratswahlen wurden alle bisherigen Kandidaten wiedergewählt. Für die zwei frei gewordenen Sitze wurde im ersten Wahlgang Martin Klöti (FDP) gewählt, im zweiten Wahlgang vom 29. April 2012 besiegte Fredy Fässler (SP) Michael Götte (SVP). Der Sozialdemokrat Fredy Fässler wurde so Nachfolger seiner Parteikollegin Kathrin Hilber.

## Ausgangslage

### Kantonale Wahlen 2008
| Kantonsratswahlen 2008              |
| ----------------------------------- |
| Sitzverteilung Legislatur 2008–2012 |

Die letzte Erneuerungswahl des Kantonsrates fand am 16. März 2008 statt. Im Rahmen eines Sparpaketes wurde in der vorangehenden Legislatur die Sitzzahl des Kantonsparlaments von 180 auf 120 Sitze reduziert. Ein Vergleich der Sitzzahlen ist daher nur beschränkt möglich, für den Vergleich hier wurden die Wähleranteile bei den Wahlen 2004 auf die Sitzzahl 120 umgerechnet (siehe Grafik rechts).
Bei den Kantonsratswahlen erreichte die Schweizerische Volkspartei (SVP) ein historisch hohes Resultat. Sie erreichte 41 Sitze und löste die Christdemokraten als stärkste Partei ab. Sie verloren vier Mandate und kommen noch auf 33. Die Sozialdemokraten erreichten nur noch 16 Sitze, verloren also sieben gegenüber den Wahlen 2004, und fielen hinter die FDP zurück.
Für die sieben Sitze in der Regierung gab es zwölf Kandidierende. Im ersten Wahlgang am 16. März 2008 wurden fünf Sitze bestimmt. Zwei weitere Sitze wurden am 4. Mai 2008 im zweiten Wahlgang vergeben.
|                                         | Kandidat                     | Partei | Stimmen | %      |
| --------------------------------------- | ---------------------------- | ------ | ------- | ------ |
|                                         | Karin Keller-Sutter (bisher) | FDP    | 85'642  | 76,3 % |
|                                         | Willi Haag (bisher)          | FDP    | 72'007  | 75,9 % |
|                                         | Josef Keller (bisher)        | CVP    | 68'359  | 72,1 % |
|                                         | Heidi Hanselmann (bisher)    | SP     | 68'065  | 71,8 % |
|                                         | Kathrin Hilber (bisher)      | SP     | 65'893  | 69,5 % |
| darunter: Absolutes Mehr nicht erreicht |                              |        |         |        |
|                                         | Stefan Kölliker              | SVP    | 41'609  | 43,9 % |
|                                         | Lucrezia Meier-Schatz        | CVP    | 36'254  | 38,2 % |
|                                         | Andreas Hartmann             | FDP    | 35'151  | 37,1 % |
|                                         | Armin Eugster                | CVP    | 32'940  | 34,7 % |
|                                         | Yvonne Gilli                 | GRÜNE  | 30'372  | 32,0 % |
| und weitere Kandidierende               |                              |        |         |        |

|                           | Kandidat         | Partei | Stimmen | %      |
| ------------------------- | ---------------- | ------ | ------- | ------ |
|                           | Martin Gehrer    | CVP    | 51'586  | 46,0 % |
|                           | Stefan Kölliker  | SVP    | 41'590  | 37,1 % |
| darunter: nicht gewählt   |                  |        |         |        |
|                           | Andreas Hartmann | FDP    | 37'421  | 33,4 % |
|                           | Yvonne Gilli     | GRÜNE  | 30'393  | 27,1 % |
| und weitere Kandidierende |                  |        |         |        |

### Nationale Parlamentswahlen 2011
Wenige Monate vor den kantonalen Wahlen, fanden am 23. Oktober 2011 die Parlamentswahlen auf eidgenössischer Ebene statt. Bei den Nationalratswahlen kandidierte die Bürgerlich-Demokratische Partei neu mit einer eigenen Liste. Eine Listenverbindung kam zwischen der SP und den Grünen, zwischen der SVP und der Eidgenössisch-Demokratischen Union statt. Am Wahltag konnte die SP als einzige Bundesratspartei neben den «Neue Mitte-Parteien» an Wähleranteilen zulegen. Massive Wählerverluste mussten die SVP, etwas weniger stark die Christdemokraten und der Freisinn, verbuchen. Dadurch kam es zu Sitzverschiebungen: Die SVP konnte den Sitz, den sie während der vergangenen Legislatur durch den Parteiwechsel von Thomas Müller (CVP) gewann, nicht halten. Einen weiteren Sitz verlor die SVP an die Grünliberale Partei.
Eine ähnliche Machtverschiebung gab es bei den Ständeratswahlen: Unter den bisherigen Ständeräten gab die Freisinnige Erika Forster-Vannini bekannt, nicht mehr zu kandidieren. Neben dem bisherigen Christdemokrat Eugen David gaben die amtierende Regierungsrätin des Kantons St. Gallen Karin Keller-Sutter, der Gewerkschaftspräsident und langjähriger Nationalrat Paul Rechsteiner, SVP-Schweiz-Präsident und Nationalrat Toni Brunner und weitere ihre Kandidatur bekannt. Bereits im ersten Wahlgang wurde Keller-Sutter klar mit 101'181 Stimmen (64,6 %) gewählt. David gab bekannt, beim zweiten Wahlgang nicht mehr zu kandidieren. In der Woche nach den Ständeratswahlen nominierte die SVP ihren Parteipräsidenten Toni Brunner erneut, bei den Christdemokraten wurde Michael Hüppi nominiert, die Sozialdemokraten nominierten Paul Rechsteiner erneut.
Zu einer Debatte kam es im Vorfeld des zweiten Wahlgangs, weil Toni Brunner als Parteipräsident häufig als rechter Demagog bezeichnet wird. Bei den Ständeratswahlen 2007 kam es auch zu einem zweiten Wahlgang, wo die Sozialdemokraten ihre Kandidatin Kathrin Hilber zurückzogen und den Christdemokraten David unterstützten, um die Wahl von Brunner zu verhindern. Eine ähnliche Situation wurde von Christdemokraten und Sozialdemokraten erwartet: Beide wollten alleine gegen Brunner antreten. Als beide Parteien ihre Kandidaturen nicht zurückzogen, wurde in den Medien diskutiert, wer Wahlhelfer von Brunner sei. Am 27. November 2011 wurde schlussendlich Rechsteiner gewählt. In den Medien wurde seine Wahl als «historisch» bezeichnet.

## Wahlkampfthemen
Ein Hauptthema im Wahlkampf waren die Kantonsfinanzen. In der Legislatur 2008–2012 wurden zwei Sparpakete beschlossen. Im ersten Sparpaket im Herbst 2011 beschloss der Kantonsrat rund 140 Millionen Franken einzusparen. Gegen einen Sparpunkt, der Einsparungen bei den Ergänzungsleistungen bei Heimbewohner vorsah, wurde von Behindertenorganisationen und der SP ein Referendum mit rund 8000 Unterschriften eingereicht. Im Februar 2012 beschloss der Kantonsrat erneut ein Sparpaket in der Höhe von rund 200 Millionen Franken. Die bürgerlichen Parteien begründeten diesen Entscheid mit den wachsenden Ausgaben und den daraus entstehenden Defiziten, die links-grünen Fraktionen lehnten diesen Entscheid ab, weil aus ihrer Sicht die Steuersenkungen im Jahr 2007 für die schlechte Lage der Kantonsfinanzen sind. In einer Studie verteidigte das BAK Basel die Sparpakete, bezeichnete aber auch die Steuersenkungen 2007 auch als «sportlich».
Der Bildungsdirektor und Regierungsrat Stefan Kölliker wurde von Kantonalen Lehrerverband wegen einer geplanten Pensenreduktion kritisiert. Lehrer kritisierten seine geplante Pensenreduktion, weil sie nur Vollzeitangestellte betreffe. In einer Medienmitteilung forderte der Lehrerverband deshalb einen neuen Bildungsdirektor und bezeichnete Kölliker als «nicht tragbar». Die SVP bezeichnete die Kritik als «populistisch» und «Wahlkampftaktik».
Einigkeit zeigten alle Parteien beim Vorschlag der beiden Ständeräte Paul Rechsteiner und Karin Keller-Sutter, das Eisenbahnnetz in der Ostschweiz zu erweitern und international zu verbinden. In ihrem Vorschlag «Bodensee-Rheintal Y» forderten sie den Ausbau der Rheintalstrecke zur Hochgeschwindigkeitslinie und Verbesserung der Anschlüsse zwischen St. Gallen, Sargans und Deutschland.

## Kantonsratswahl

### Wahlverfahren

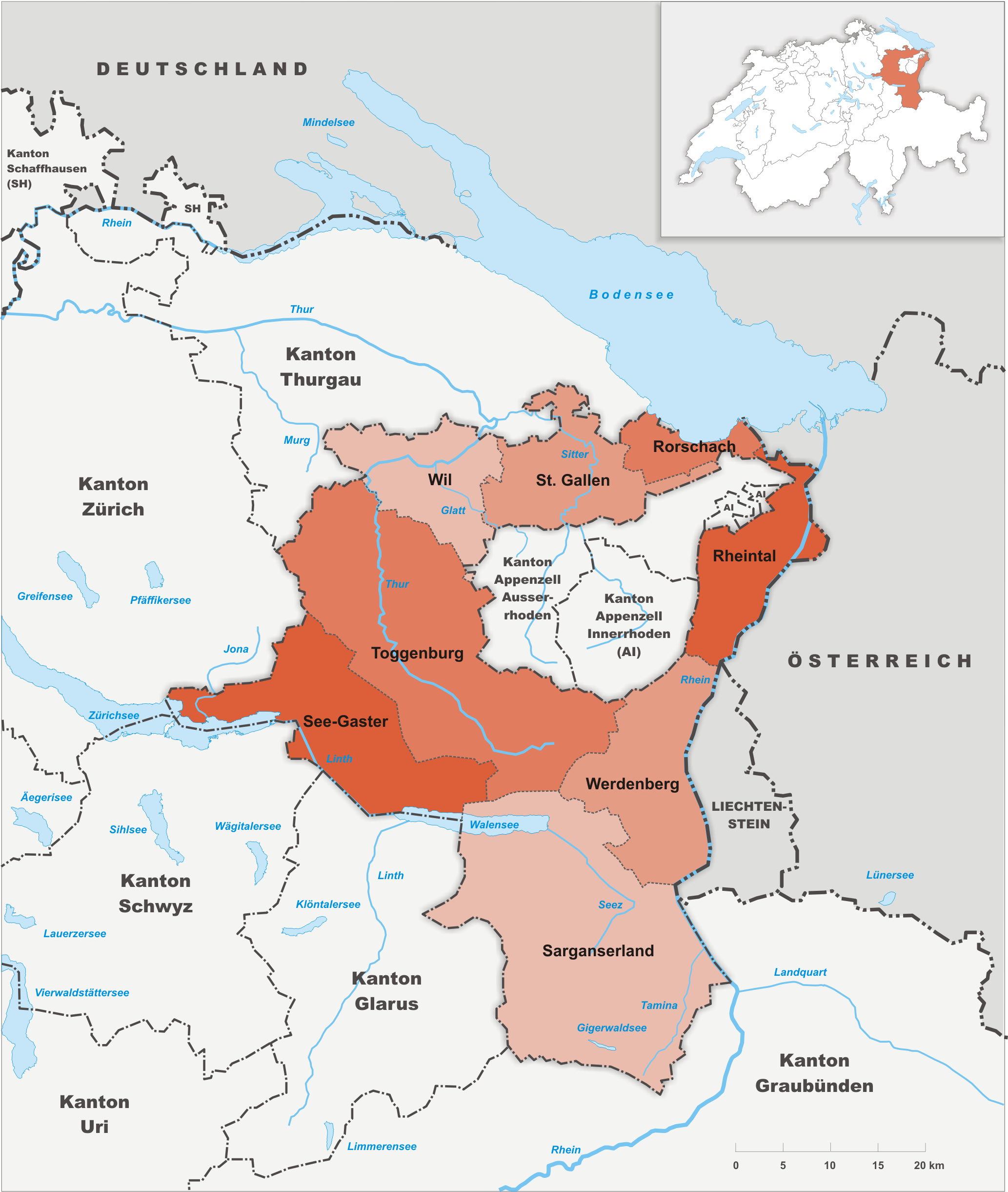
Kreise des Kantons St. Gallen

Der Kantonsrat, die legislative Vertretung der Bevölkerung im Kanton St. Gallen, wird alle vier Jahre neu gewählt. Die 120 Sitze werden dabei in den acht Wahlkreisen gewählt, wobei die Anzahl Sitze pro Kreis proportional zur Anzahl der Einwohner verteilt ist. Ausschlaggebend für die Sitzverteilung ist die Bevölkerungsstatistik vom 1. Januar 2010. Im Vergleich zur Bevölkerungsstatistik vom 1. Januar 2006, die bei den Wahlen 2008 relevant war, hat der Wahlkreis Toggenburg einen Sitz an den Wahlkreis See-Gaster verloren:
| Wahlkreis            | Einwohner | Sitze |
| -------------------- | --------- | ----- |
| Wahlkreis St. Gallen | 117'007   | 30    |
| Wahlkreis Rorschach  | 40'840    | 10    |
| Wahlkreis Rheintal   | 66'522    | 17    |
| Wahlkreis Werdenberg | 35'241    | 9     |

| Wahlkreis               | Einwohner | Sitze |
| ----------------------- | --------- | ----- |
| Wahlkreis Sarganserland | 37'255    | 9     |
| Wahlkreis See-Gaster    | 62'115    | 16    |
| Wahlkreis Toggenburg    | 44'875    | 11    |
| Wahlkreis Wil           | 68'473    | 18    |

Die Wahl erfolgt in jedem Wahlkreis nach dem Proporzwahlrecht. Parteien, politische Gruppierungen und Einzelpersonen können auf Wahllisten kandidieren. Jede Wahlliste führt so viele Kandidaten, wie Sitze zu vergeben sind, wobei ein Kandidat höchstens zwei Mal auf der Liste aufgeführt werden darf. Listenverbindungen sind nur als Unterlistenverbindungen zugelassen. In der Regel ist das nur bei verschiedenen Listen der gleichen Partei der Fall. Die Wähler können bei der Wahl so viele Personen wählen, wie der Wahlkreis Sitze hat, wobei das Panaschieren und Kumulieren (höchstens zwei Stimmen für einen Kandidaten) möglich ist.

### Kandidaturen
Da die Kantonsratswahl jeweils in den Wahlkreisen stattfindet, werden Kandidaturen von den jeweiligen Kreisparteien organisiert. Das kantonale Departement des Innern informierte die Parteien im April 2011 über die Organisation der Kantonsratswahlen: Sie finden am 11. März 2012 statt, die Listen mussten bis zum 9. Januar 2012 eingereicht werden. Diese Einladung nahmen 797 Personen auf 68 Listen wahr: Die vier Regierungsparteien Christlichdemokratische Volkspartei, FDP.Die Liberalen, Sozialdemokratische Partei und Schweizerische Volkspartei treten in allen Wahlkreisen mit mindestens einer Liste an.
Die Grüne Partei kandidiert in allen Wahlkreisen, ausser im Werdenberg. Im Kreis See-Gaster kandidieren sie unter dem Namen «UGS – unabhängig, grün, sozial», im Kreis Sarganserland stellen sie zusammen mit der SP die Liste «SP, Gewerkschaften und GRÜNE». Die Grünliberalen kandidiert in sechs Wahlkreisen (St. Gallen, Rheintal, Wil, Toggenburg, See-Gaster und Sarganserland). Die Bürgerlich-Demokratische Partei tritt erstmals bei den Kantonsratswahlen an: In drei Kreisen kandidiert sie mit einer eigenen Liste (St. Gallen, See-Gaster, Toggenburg, Wil), im Sarganserland führt sie zusammen mit den Grünliberalen eine gemeinsame Liste unter dem Namen «Die Neuen». Die ebenfalls neu gegründete Piratenpartei kandidiert mit sieben Kandidaten im Kreis St. Gallen, mit drei Kandidaten im Kreis Wil. Die Schweizer Demokraten kandidieren mit vier Kandidaten im Kreis St. Gallen. Eine Einerliste unter dem Namen «ReAbility – Nicht mehr ohne uns!» ist zudem im Kreis See-Gaster wählbar.

### Resultate
| Partei                              | Wahlen 2008 | Wahlen 2008 | Wahlen 2008 | Wahlen 2012 prov. Endergebnis | Wahlen 2012 prov. Endergebnis | Wahlen 2012 prov. Endergebnis | Wahlen 2012 prov. Endergebnis | Wahlen 2012 prov. Endergebnis |
| Partei                              | Wähler      | Anteil      | Sitze       | Wähler                        | Anteil                        | Veränderung +/−               | Sitze                         | Veränderung +/−               |
| ----------------------------------- | ----------- | ----------- | ----------- | ----------------------------- | ----------------------------- | ----------------------------- | ----------------------------- | ----------------------------- |
| Schweizerische Volkspartei          | 30'898      | 30,5 %      | 41          | 27'449                        | 25,5 %                        | −5,0 %                        | 35                            | −6                            |
| Christlichdemokratische Volkspartei | 26'415      | 26,1 %      | 33          | 24'740                        | 23,0 %                        | −3,1 %                        | 29                            | −4                            |
| FDP.Die Liberalen                   | 18'514      | 18,3 %      | 23          | 19'635                        | 18,3 %                        | ±0,0 %                        | 22                            | −1                            |
| Sozialdemokratische Partei          | 14'840      | 13,3 %      | 16          | 17'267                        | 16,1 %                        | +2,8 %                        | 20                            | +4                            |
| Grünliberale Partei                 | 2789        | 2,4 %       | 1           | 5560                          | 5,2 %                         | +2,8 %                        | 5                             | +4                            |
| Grüne Partei                        | 4849        | 4,8 %       | 4           | 6291                          | 5,9 %                         | +1,1 %                        | 5                             | +1                            |
| Bürgerlich-Demokratische Partei     |             |             |             | 2'876                         | 2,7 %                         | +2,7 %                        | 2                             | +2                            |
| Evangelische Volkspartei            | 1893        | 2,0 %       | 2           | 2249                          | 2,1 %                         | +0,1 %                        | 2                             | ±0                            |
| Schweizer Demokraten                | 175         | 0,3 %       | 0           | 73                            | 0,1 %                         | −0,2 %                        | 0                             |                               |
| Eidgenössisch-Demokratische Union   | 89          | 0,2 %       | 0           | 714                           | 0,7 %                         | +0,5 %                        | 0                             |                               |
| Piratenpartei                       |             |             |             | 562                           | 0,5 %                         | +0,5 %                        | 0                             |                               |

- Grüne: 5
- SP: 20
- GLP: 5
- EVP: 2
- CVP: 29
- BDP: 2
- FDP: 22
- SVP: 35

## Regierungsratswahl
|                                                    | Kandidat                  | Partei      | Stimmen | %      |
| -------------------------------------------------- | ------------------------- | ----------- | ------- | ------ |
|                                                    | Martin Gehrer (bisher)    | CVP         | 86'871  | 70,2 % |
|                                                    | Willi Haag (bisher)       | FDP         | 86'674  | 70,0 % |
|                                                    | Benedikt Würth (bisher)   | CVP         | 85'759  | 69,3 % |
|                                                    | Heidi Hanselmann (bisher) | SP          | 84'375  | 68,2 % |
|                                                    | Martin Klöti              | FDP         | 72'254  | 58,4 % |
|                                                    | Stefan Kölliker (bisher)  | SVP         | 63'523  | 51,3 % |
| darunter: Absolutes Mehr von 61'876 nicht erreicht |                           |             |         |        |
|                                                    | Fredy Fässler             | SP          | 58'923  | 47,6 % |
|                                                    | Michael Götte             | SVP         | 53'071  | 42,9 % |
|                                                    | Vereinzelte               | Vereinzelte | 3'069   | 12,5 % |

Die siebenköpfige Exekutive des Kantons, der Regierungsrat, wird ebenfalls am 11. März 2012 neu gewählt. Fünf bisherige Regierungsräte – Martin Gehrer (CVP), Willi Haag (FDP), Heidi Hanselmann (SP), Stefan Kölliker (SVP), Benedikt Würth (CVP) – haben ihre Wiederkandidatur bekannt gegeben. Die Freisinnige Karin Keller-Sutter wird bei den Wahlen nicht mehr antreten, da sie am 23. Oktober 2011 in den Ständerat gewählt wurde. Die Sozialdemokratin Kathrin Hilber tritt nach 16 Amtsjahren ebenfalls nicht mehr an. Für die zwei freiwerdende Sitze nominierte die FDP den Arboner Stadtammann Martin Klöti, die SP den St. Galler Anwalt und ehemaligen Kantonsrats-Fraktionspräsidenten Fredy Fässler. Die SVP will mit den Kantonsrat Michael Götte einen zweiten Sitz in der Regierung gewinnen.
Im ersten Wahlgang, der zusammen mit den Kantonsratswahlen am 11. März 2012 stattfand, betrug die Stimmbeteiligung 42,3 Prozent. Alle bisherigen Regierungsräte wurden wiedergewählt. Für die zurückgetretene Regierungsrätin Karin Keller-Suter wurde Martin Klöti gewählt. Der bisherige Bildungsdirektor Stefan Kölliker wurde nur knapp wiedergewählt. Das absolute Mehr knapp verpasste der Sozialdemokrat Fredy Fässler.
Um den siebten Sitz zu besetzen, fand am 29. April 2012 der zweite Wahlgang statt. Die Wiederkandidatur angekündigt hatten die Sozialdemokraten mit Fässler, die SVP mit Götte. Der 19-jährige parteilose Lehrling Thimo Forrer kündigte ebenfalls seine Kandidatur an. Kurz nach dem ersten Wahlgang am 11. März 2012 diskutierte die CVP intern, ob sie einen eigenen Kandidaten stellen soll. Eine eigene Kandidatur war parteiintern umstritten, obschon sich der Fraktionspräsident der CVP als Kandidat angeboten hat und eine Kandidatur der CVP-Nationalrätin Lucrezia Meier-Schatz diskutiert wurde. An der Delegiertenversammlung am 15. März 2012 hat die CVP keinen Kandidaten nominiert und weder Fredy Fässler noch Michael Götte zur Wahl empfohlen. Die Grünliberale Partei empfahl auch keinen Kandidaten, die Freisinnigen empfahlen Michael Götte zur Wahl, um «klare Machtverhältnisse» in der Regierung zu schaffen.
|  | Kandidat                | Partei      | Stimmen | %      |
|  | ----------------------- | ----------- | ------- | ------ |
|  | Fredy Fässler (gewählt) | SP          | 46'629  | 49,2 % |
|  | Michael Götte           | SVP         | 42'859  | 45,2 % |
|  | Thimo Forrer            | parteilos   | 4'786   | 5,0 %  |
|  | Vereinzelte             | Vereinzelte | 535     | 0,6 %  |

Bei den Wahlen am 29. April 2012 gewann der Sozialdemokrat Fredy Fässler mit 46'629 Stimmen. Nicht gewählt wurden Michael Götte mit 42'859 Stimmen und Thimo Forrer mit 4'786 Stimmen. Die Wahlbeteiligung war 31,57 Prozent.